# Photedes sohn-retheli
Photedes sohn-retheli är en fjärilsart som beskrevs av Rudolf Püngeler 1907. Photedes sohn-retheli ingår i släktet Photedes och familjen nattflyn. Inga underarter finns listade i Catalogue of Life.